# Адвайта Ачарья
Адва́йта Ача́рья (IAST: Advaita Ācārya; 1434—1559) — индуистский кришнаитский религиозный деятель, которого называют крёстным отцом гаудия-вайшнавизма. Кришнаиты поклоняются ему как одной из пяти ипостасей Бога, называемых Панча-таттва. Считается совместным воплощением Маха-Вишну и Шивы (Харихара). Был одним из близких спутников основоположника гаудия-вайшнавизма Чайтаньи, а также духовным учителем великого кришнаитского святого Харидасы Тхакура. Жизнь и деятельность Адвайта Ачарьи описаны в таких трудах как «Чайтанья-чаритамрита», «Чайтанья-бхагавата» и «Адвайта-мангала».

## Биография
Адвайта Ачарья родился в 1434 году в Бенгалии, более чем за 50 лет до рождения Чайтаньи. Большую часть своей жизни прожил вместе со своей женой и детьми в бенгальском городе Шантипуре, где он был уважаемым лидером местного общества брахманов. В Шантипуре он учил философии «Бхагавад-гиты» и «Шримад-Бхагаватам», превознося путь бхакти-йоги (любовного служения Кришне как Верховному Богу).
Адвайта Ачарья был сильно обеспокоен упадком духовности и растущей в населении тенденции к материализму. Он считал, что это вело к страданиям и проблемам в обществе и постепенно пришёл к заключению, что единственным выходом из создавшегося положения было молиться Кришне, дабы тот снизошёл на землю как аватара и дал людям вкус к радости и счастью духовной жизни.
Описывается, что он в течение нескольких месяцев усердно молился Кришне, призывая его прийти, и поклонялся особой мурти Кришны шалаграма-шиле, предлагая ей, в соответствии с правилами поклонения, листья священного растения туласи и воду Ганги. По прошествии тринадцати месяцев в ответ на молитвы Адвайты Ачарьи в Майяпуре родился Чайтанья.
Впоследствии Адвайта Ачарья оказал большую помощь Чайтанье и Нитьянанде в их миссии санкиртаны — распространения воспевания мантры «Харе Кришна».
У Адвайта Ачарьи было шесть сыновей — Ачьютананда, Кришна Мишра, Гопала Даса, Баларама, Сварупа, и Джагадиша.
Существует несколько агиографических текстов, описывающих жизнь Адвайты Ачарьи. Самым авторитетным из них в гаудия-вайшнавизме считается «Адвайта-мангала» авторства Харичараны Дасы.